# 寬胸翎電鰻
寬胸翎電鰻，為輻鰭魚綱電鰻目線翎電鰻科的其中一種，為熱帶淡水魚，分布於南美洲委內瑞拉馬拉開波湖流域，體長可達18.9公分，棲息在底中層水域，以大型無脊椎動物為食，生活習性不明。

## 扩展阅读
維基物種上的相關：寬胸翎電鰻